# Алгоритм Ли

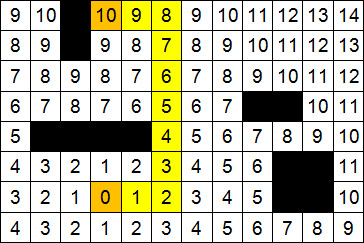
Результат работы волнового алгоритма (ортогональный путь)

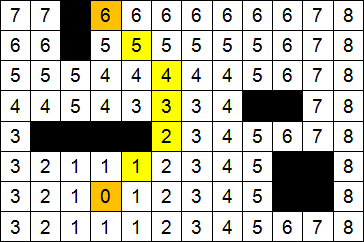
Результат работы волнового алгоритма (ортогонально-диагональный путь)

Алгори́тм волново́й трассиро́вки (волновой алгоритм, алгоритм Ли) — алгоритм поиска пути, алгоритм поиска кратчайшего пути на планарном графе. Принадлежит к алгоритмам, основанным на методах поиска в ширину.
В основном используется при компьютерной трассировке (разводке) печатных плат, соединительных проводников на поверхности микросхем. Другое применение волнового алгоритма — поиск кратчайшего расстояния на карте в компьютерных стратегических играх.
Волновой алгоритм в контексте поиска пути в лабиринте был предложен Э. Ф. Муром. Ли независимо открыл этот же алгоритм при формализации алгоритмов трассировки печатных плат в 1961 году.

## Описание алгоритма
Алгоритм работает на дискретном рабочем поле (ДРП), представляющем собой ограниченную замкнутой линией фигуру, не обязательно прямоугольную, разбитую на прямоугольные ячейки, в частном случае — квадратные. Множество всех ячеек ДРП разбивается на подмножества: «проходимые» (свободные), т. е при поиске пути их можно проходить, «непроходимые» (препятствия), путь через эту ячейку запрещён, стартовая ячейка (источник) и финишная (приемник). Назначение стартовой и финишной ячеек условно, достаточно — указание пары ячеек, между которыми нужно найти кратчайший путь.
Алгоритм предназначен для поиска кратчайшего пути от стартовой ячейки к конечной ячейке, если это возможно, либо, при отсутствии пути, выдать сообщение о непроходимости.
Работа алгоритма включает в себя три этапа: инициализацию, распространение волны и восстановление пути.
Во время инициализации строится образ множества ячеек обрабатываемого поля, каждой ячейке приписываются атрибуты проходимости/непроходимости, запоминаются стартовая и финишная ячейки.
Далее, от стартовой ячейки порождается шаг в соседнюю ячейку, при этом проверяется, проходима ли она, и не принадлежит ли ранее меченной в пути ячейке.
Соседние ячейки принято классифицировать двояко: в смысле окрестности Мура и окрестности фон Неймана, отличающийся тем, что в окрестности фон Неймана соседними ячейками считаются только 4 ячейки по вертикали и горизонтали, в окрестности Мура — все 8 ячеек, включая диагональные.
При выполнении условий проходимости и непринадлежности её к ранее помеченным в пути ячейкам, в атрибут ячейки записывается число, равное количеству шагов от стартовой ячейки, на первом шаге это будет 1. Каждая ячейка, меченная числом шагов от стартовой ячейки, становится стартовой и из неё порождаются очередные шаги в соседние ячейки. Очевидно, что при таком переборе будет найден путь от начальной ячейки к конечной, либо очередной шаг из любой порождённой в пути ячейки будет невозможен.
Восстановление кратчайшего пути происходит в обратном направлении: при выборе ячейки от финишной ячейки к стартовой на каждом шаге выбирается ячейка, имеющая атрибут расстояния от стартовой на единицу меньше текущей ячейки. Очевидно, что таким образом находится кратчайший путь между парой заданных ячеек. Трасс с минимальной числовой длиной пути, как при поиске пути в окрестностях Мура, так и фон Неймана может существовать несколько. Выбор окончательного пути в приложениях диктуется другими соображениями, находящимися вне этого алгоритма. Например, при трассировке печатных плат — минимумом линейной длины проложенного проводника.

## Псевдокод
Инициализация
```
Пометить стартовую ячейку 

d
 := 0 
```

Распространение волны
```
ЦИКЛ

  
ДЛЯ
 каждой ячейки 
loc
, помеченной числом 
d

    пометить все соседние свободные непомеченные ячейки числом 
d
 + 1
  
КЦ

  
d
 := 
d
 + 1

ПОКА
 (финишная ячейка не помечена) 
И
 (есть возможность распространения волны) 
```

Восстановление пути
```
ЕСЛИ
 финишная ячейка помечена

ТО

  перейти в финишную ячейку
  
ЦИКЛ

    выбрать среди соседних ячейку, помеченную числом на 1 меньше числа в текущей ячейке
    перейти в выбранную ячейку и добавить её к пути
  
ПОКА
 текущая ячейка — не стартовая
  
ВОЗВРАТ
 путь найден

ИНАЧЕ

  
ВОЗВРАТ
 путь не найден
```